# سانپی شیراتو
نوبورو اوکاموتو (به انگلیسی: Noboru Okamoto) که تحت نام هنری سانپی شیراتو (به انگلیسی: Sanpei Shirato) معروف بود، (۱۵ فوریه ۱۹۳۲ – ۸ اکتبر ۲۰۲۱ ) مانگاکا و مقاله‌نویس ژاپنی بود که بخاطر سبک نقاشی واقع گرایانه و نقد اجتماع شناخته شده بود. برخی او را پیشگام گکیگا می‌دانند. وی همچنین به خاطر کارهایش که در شماره‌های ابتدایی مجله گلچین مانگا Garo در سال ۱۹۶۴ منتشر شد، شناخته می شد.

## آثار قابل توجه
- Kaze no Ishimaru (1960)
- Seton's Wild Animals (1961–1964)
- Sasuke (1961–1966)
- Kamui series (1964–1986)
- Watari (1965–1966)